# Natasha Bradley
Natasha Bradley (nascida em 15 de novembro de 1988) foi uma cantora de R&B americana e modelo que durante seu tempo de escola, durante um trabalho, ela foi apresentada ao produtor Rodney Jerkins. Após uma única apresentação de seu talento musical, Rodney a convidou para gravar suas duas primeiras músicas: Hey Hey Hey e So Sick. Ela assinou o contrato com a Jive Records, mas em 13 de fevereiro de 2010 ela saiu da gravadora. Em 23 de janeiro de 2013, Natasha revelou em seu twitter que parou de fazer música, mas sem explicações. Dois dias depois, Natasha publica uma foto em seu Instagram mostrando que está grávida, o que responde sua desistência no mundo da música.

## Modelo
Em 13 de maio de 2009, a empresa UltimaHair.com anunciou que Natasha é sua nova porta-voz.

## Discografia

### Músicas
| Ano  | Título                       | Posição na parada | Posição na parada | Posição na parada | Álbum          |
| Ano  | Título                       | U.S. Hot 100      | U.S. R&B          | UK                | Álbum          |
| ---- | ---------------------------- | ----------------- | ----------------- | ----------------- | -------------- |
| 2007 | "Hey Hey Hey"                | —                 | —                 | —                 | Uncontrollable |
| 2007 | "So Sick" (featuring Clipse) | —                 | —                 | —                 | Uncontrollable |
| 2009 | "Sidekick"                   | —                 | 90                | —                 | Uncontrollable |
| 2009 | "Headlina"                   | —                 | —                 | —                 | Uncontrollable |
| 2010 | "Punk Boy"                   | —                 | —                 | —                 | Uncontrollable |
| 2012 | "Riddle Me This"             | —                 | —                 | —                 | Desconhecido   |
| 2012 | "Only You"                   | —                 | —                 | —                 | Desconhecido   |